# Springfield (Ohio)
Springfield település az Amerikai Egyesült Államok Ohio államában, Clark megyében, melynek megyeszékhelye is. Lakosainak száma 58 662 fő (2020. április 1.).

## Népesség
A település népességének változása:

| 2010 | 60 608 |
| 2020 | 58 662 |